# Darro
Darro là một đô thị trong tỉnh Granada, Tây Ban Nha. Dân số năm 2024 là 1.695 người.